# Pablo Palacios
Pablo David Palacios Herreria (ur. 5 lutego 1982 w Quito) – boliwijski piłkarz, na pozycji napastnika w klubie Emelec Guayaquil.

## Kariera klubowa
Palacios zaczynał karierę juniorską w LDU Quito. Po spędzeniu kilku sezonów w trzecioligowych klubach América de Quito i Otavalo, przeniósł się do Aucas w 2004 roku. Do 2006 zdobył 21 bramek w 81 meczach, przez co zdobył transfer do jednego z najlepszych zespołów Ekwadoru, Deportivo Quito. Jego talent i sprawność w strzelaniu bramek przyniosły mu powołanie do kadry narodowej przez kolumbijskiego trenera Luisa Fernanda Suáreza
W grudniu 2007 r. przeniósł się do jednego z najpopularniejszych zespołów w kraju, Barcelony. W swoim pierwszym sezonie w klubie, strzelił 20 bramek, będąc najlepszym strzelcem ligi. Następnie jego wyniki nieco pogorszyły się, w związku z czym kontynuacja jego kariery w klubie była niepewna, jednak w styczniu podpisał roczny kontrakt.
Zdobywając łącznie 30 bramek w 120 występach w pierwszym zespole, pod koniec sezonu 2011 został przesunięty do drużyny rezerw, a następnie przeszedł do klubu Emelec Guayaquil.

## Kariera w reprezentacji
Palacios zaczął grać w reprezentacji w 2007 i zagrał kilka ważnych występów z drużynami takimi jak Szwecja, Irlandia i Kolumbia.
Był częścią drużyny, która uczestniczyła w Copa América 2007.